# Moissanit
Moissanit ist ein selten vorkommendes Mineral aus der Mineralklasse der „Elemente“ mit der chemischen Zusammensetzung SiC und damit chemisch gesehen Siliciumcarbid (auch Karborund oder Karborundum).
Moissanit kristallisiert im hexagonalen Kristallsystem und entwickelt flache, abgerundete, hexagonale Kristalle von bis etwa fünf Millimeter Größe. In reiner Form ist Moissanit farblos und durchsichtig. Durch Aufnahme von Spuren formelfremder Elemente wie Stickstoff, Bor oder Aluminium zeigt er jedoch ein großes Farbspektrum von grün (Stickstoff) über blau bis schwarz (Aluminium, Bor), selten auch blassgrün oder gelb.
Mit einer Mohshärte von 9,5 gehört Moissanit mit zu den härtesten Mineralen und steht zwischen den Referenzmineralen Diamant (Härte 10) und Korund (Härte 9).

## Etymologie und Geschichte
Moissanit wurde erstmals 1904 von Henri Moissan in einer Mineralprobe des Canyon-Diablo-Meteoriten nachgewiesen, der in der Nähe des Barringer-Kraters gefunden wurde. Dessen Zusammensetzung wurde erstmals 1892 von François Ernest Mallard und 1893 von Georges Friedel untersucht; dabei erkannten sie, dass er ein besonders hartes Material enthielt, das inert gegen Salzsäure ist, und hielten dies zunächst für Diamant. 1904 konnte Moissan eine größere Menge des Meteoriten untersuchen und erkannte dabei an den typischen hexagonalen Kristallen, dass der Meteorit Siliciumcarbid enthält. Das neue Mineral wurde nach dem Entdecker Moissanit genannt.  
Die künstliche Herstellung von Siliciumcarbid gelang erstmals 1891 durch Edward Goodrich Acheson (patentiert Februar 1893), Moissanit in Edelsteinqualität konnte erstmals 1997 dargestellt werden.
Da der Moissanit bereits lange vor der Gründung der International Mineralogical Association (IMA) bekannt und als eigenständige Mineralart anerkannt war, wurde dies von ihrer Commission on New Minerals, Nomenclature and Classification (CNMNC) übernommen und bezeichnet den Moissanit als sogenanntes „grandfathered“ (G) Mineral. Die seit 2021 ebenfalls von der IMA/CNMNC anerkannte Kurzbezeichnung (auch Mineral-Symbol) von Moissanit lautet „Moi“.
Ein Aufbewahrungsort für das Typmaterial des Minerals ist nicht dokumentiert.

## Klassifikation
Bereits in der veralteten 8. Auflage der Mineralsystematik nach Strunz gehörte der Moissanit zur Mineralklasse der „Elemente“ und dort zur Abteilung „Halbmetalle und Nichtmetalle“, wo er als einziger Vertreter im Anhang zur „Kohlenstoff-Gruppe“ mit der Systemnummer I/B.02 steht.
In der zuletzt 2018 überarbeiteten Lapis-Systematik nach Stefan Weiß, die formal auf der alten Systematik von Karl Hugo Strunz in der 8. Auflage basiert, erhielt das Mineral die System- und Mineralnummer I/B.02-030. Dies entspricht ebenfalls der Abteilung „Halbmetalle und Nichtmetalle“, wo Moissanit zusammen mit Chaoit, Diamant, Graphit und Lonsdaleit eine unbenannte Gruppe mit der Systemnummer I/B.02 bildet.
Die von der International Mineralogical Association (IMA) zuletzt 2009 aktualisierte 9. Auflage der Strunz’schen Mineralsystematik ordnet den Moissanit in die Abteilung „Nichtmetallische Kohlenstoffverbindungen und Stickstoffverbindungen“ ein. Diese ist weiter unterteilt nach der Art der Verbindung und das Mineral ist hier entsprechend seiner Zusammensetzung in der Unterabteilung „Nichtmetallcarbide“ zu finden, wo es als einziges Mitglied eine unbenannte Gruppe mit der Systemnummer 1.DA.05 bildet.
In der vorwiegend im englischen Sprachraum gebräuchlichen Systematik der Minerale nach Dana hat Moissanit die System- und Mineralnummer 01.03.08.01. Das entspricht ebenfalls der Klasse und gleichnamigen Abteilung „Elemente“. Hier findet er sich innerhalb der Unterabteilung „Elemente: Halbmetalle und Nichtmetalle“ als einziges Mitglied in einer unbenannten Gruppe mit der Systemnummer 01.03.08.

## Kristallstruktur

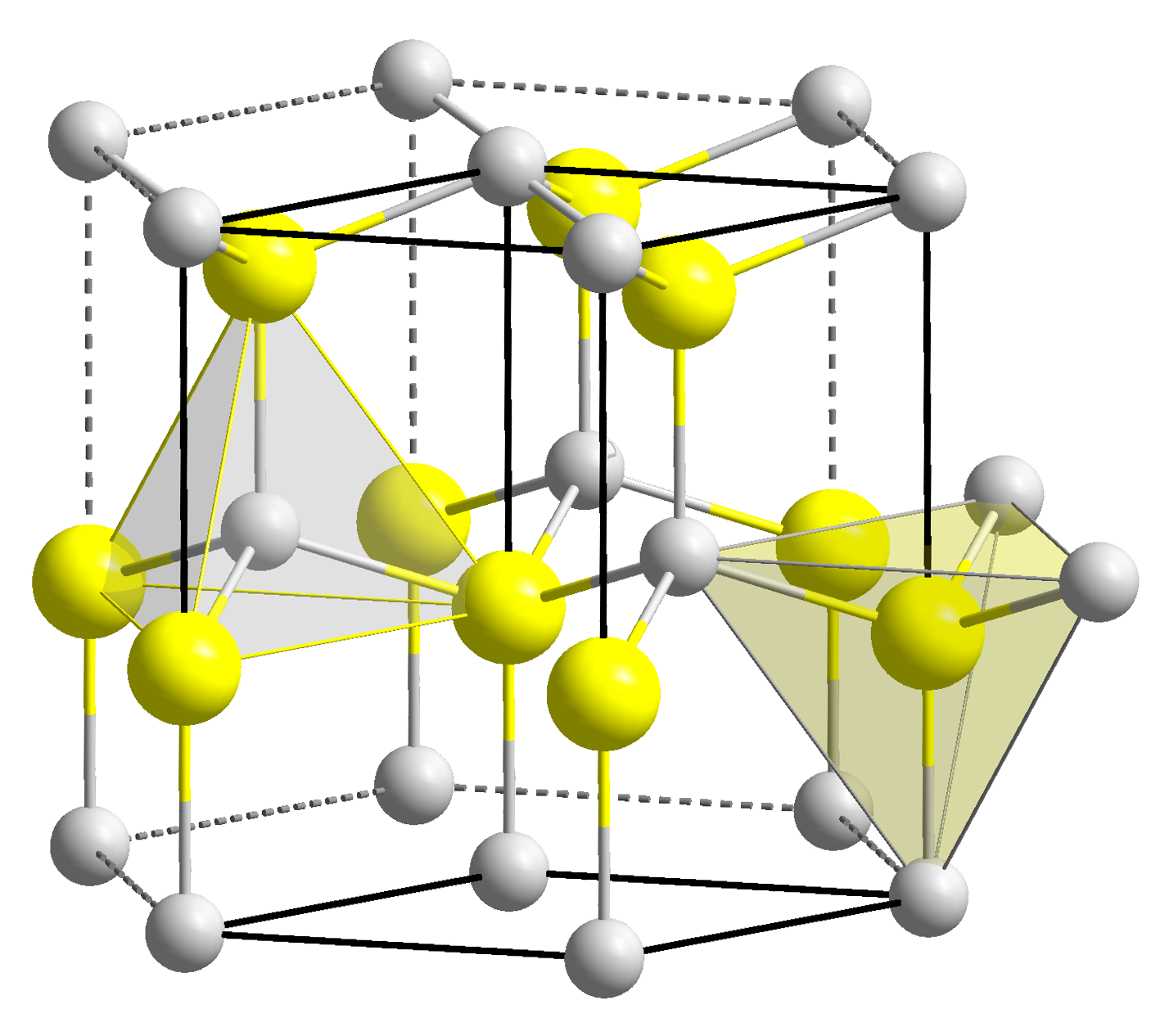
Kristallstruktur von α-Moissanit

In der häufigsten α-Modifikation kristallisiert Moissanit im hexagonalen Kristallsystem in der Raumgruppe P63mc (Raumgruppen-Nr. 186) mit den Gitterparametern a = 3,073 Å und c = 15,08 Å sowie sechs Formeleinheiten pro Elementarzelle. Dies entspricht der Wurtzitstruktur. 

## Eigenschaften
Moissanit zählt zu den härtesten bekannten natürlich vorkommenden Substanzen, lediglich Diamant ist härter. Moissanit ist wie Diamant optisch transparent, aber im Gegensatz zu diesem doppelbrechend.
Moissanit kristallisiert typischerweise in sechseckigen, tafelförmigen Kristallen. Diese sind entlang der [1010]-Ebene abgeflacht und an den Ecken abgerundet.
Die einzelnen Kristalle in natürlichen Vorkommen sind selten größer als 1 mm. Mit Stand 2014 gilt ein in Israel gefundenes 4,1 mm langes Exemplar als der größte bekannte natürliche Moissanitkristall.

## Modifikationen und Varietäten
Moissanit kommt in verschiedenen polymorphen Formen vor. Darunter sind verschiedene hexagonale, rhomboedrische und kubische Modifikationen. Am häufigsten findet man die hexagonale Moissanit-6H-Modifikation, deren Struktur derjenigen des Wurtzits entspricht. Selten kommt auch die kubische β-Modifikation (Moissanit-3C), die der Zinkblende-Struktur entspricht, vor. Sie wurde im US-Bundesstaat Wyoming gefunden. Von den 74 in künstlich hergestelltem Siliciumcarbid bekannten Modifikationen sind acht aus der Natur bekannt.

## Bildung und Fundorte
Siliciumcarbid bildet sich bei hohen Temperaturen, die im Erdmantel oder beim Auftreffen von Meteoriten auf die Erde vorkommen. Dabei bildet sich zunächst bei Temperaturen von 1900 bis 2000 °C die α-Modifikation. Die Entstehungsbedingungen sind vergleichbar mit denen von Diamant, so dass die beiden Minerale mitunter, wie etwa in Fuxian in der Volksrepublik China, vergesellschaftet in Kimberlit vorkommen. Ist das α-SiC bei hohen Temperaturen mit elementarem Silicium in Kontakt und zusätzlich Kohlenstoffdioxid anwesend, kann das Silicium mit dem Kohlenstoffdioxid zu β-SiC reagieren, das sich um das α-SiC anlagert. Weitere Minerale außer Diamant, mit denen Moissanit vergesellschaftet ist, sind Eisen (in Meteoriten), Quarz, Granat, Klinopyroxen, Coesit, Rutil, Graphit, Pyrrhotin und Cobalt-Pyrit (in Kimberlit). 
Fundorte sind verschiedene Meteoriten, wie Indarch-Meteorit in Aserbaidschan, der Krymka-Meteoriten in der Ukraine und der Canyon-Diablo-Meteorit im US-Bundesstaat Arizona; Einschlagkrater wie das Nördlinger Ries; Vulkane wie der Tolbatschik auf der Halbinsel Kamtschatka (Russland) und Diamantminen, etwa in Sacha (Russland) und Kimberley in Westaustralien.

## Verwendung

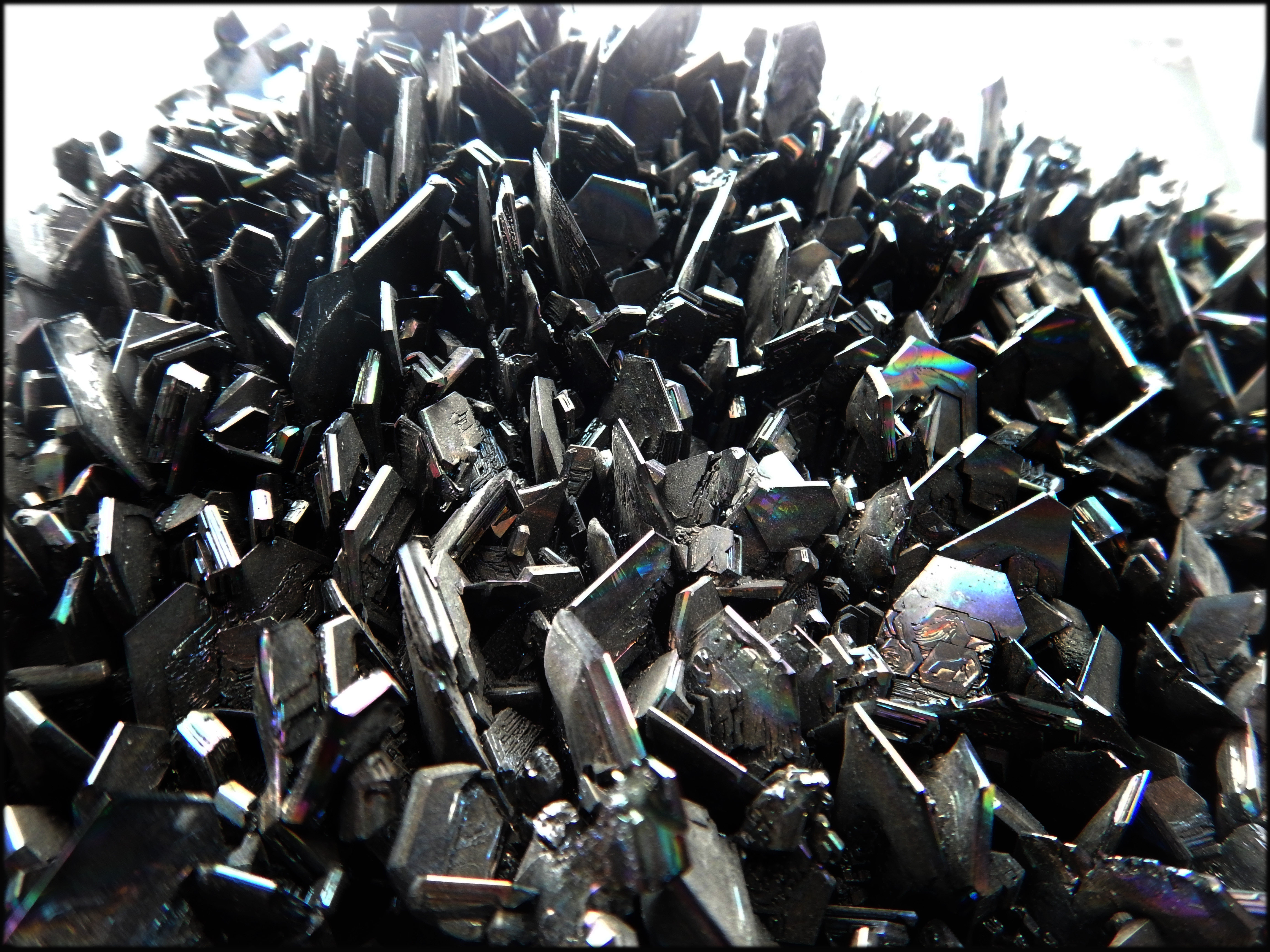
Synthetischer Moissanit (Carborundum) im Musée d’Histoire Naturelle et de Géologie, Lille, Belgien

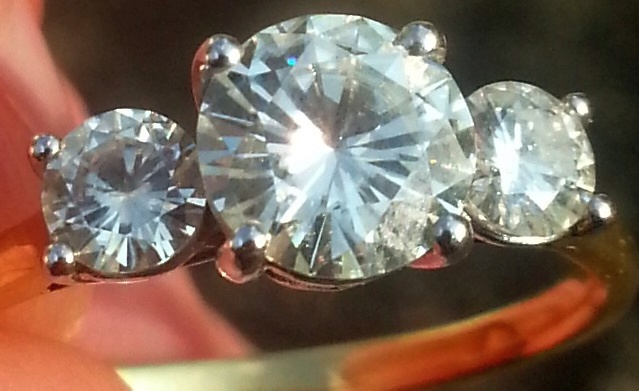
Verwendung von Moissanit in einem Verlobungsring

Aufgrund der Seltenheit wird natürlich vorkommender Moissanit nicht wirtschaftlich genutzt. Siliciumcarbid wird aber in großen Mengen künstlich aus Siliciumdioxid und Kohlenstoff hergestellt. Es ist als Carborund ein wichtiges Schleifmittel, wird aber auch als Keramik, Isolator und auf Grund seiner Halbleitereigenschaften für Leuchtdioden, Transistoren und Varistoren eingesetzt. 
Hochreine Moissanit-Kristalle können auf Grund vergleichbarer Eigenschaften als Diamantersatz verwendet werden. Moissanit besitzt zwar eine etwas geringere Härte als Diamant, ist aber thermisch an der Luft stabiler (bis zu 1127 °C, Diamant nur bis 837 °C) und deutlich preiswerter in der Herstellung. Er wird daher in Experimenten unter hohem Druck und hoher Temperatur verwendet.